# West Is West
West Is West é um filme dos Estados Unidos de 1920, do gênero faroeste, dirigido por Val Paul e estrelado por Harry Carey.

## Elenco
- Harry Carey - Dick Rainboldt
- Charles Le Moyne - Connors
- Ted Brooks - Kirby
- Ed Lattell - Herman Mendenhall
- Otto Nelson - Sim Wigfall
- Frank Braidwood - Billy Armstrong
- Arthur Millett - J.C. Armstrolng
- Adelaide Hallock - Mrs. Armstrong (como Adelaide Halleck)
- James O'Neill - Black Beard (como Jim O'Neil)
- Scott McKee - Nagle
- Mignonne Golden - Katie Wigfall (como Mignonne)
- Jack Dill - Denjy
- Sue Mason - Judith Elliott